# 乌努
乌努（法語：Hounoux，法語發音：[unu] ⓘ）是法国奥德省的一个市镇，属于利穆区。

## 地理
乌努（43°7'43"N, 2°0'2"E）面积7.62 平方千米，位于法国奧克西塔尼大區奥德省，该省份为法国南部沿海省份，北起塔恩省，西北接上加龙省，西接阿列日省，南至东比利牛斯省，东临地中海，东北与埃罗省接壤。
与乌努接壤的市镇（或旧市镇、城区）包括：拉库尔泰特、埃斯克扬斯和圣瑞斯特德贝朗加尔、弗努耶迪拉泽斯、蒙格拉达伊、奥尔桑、圣戈代里克。

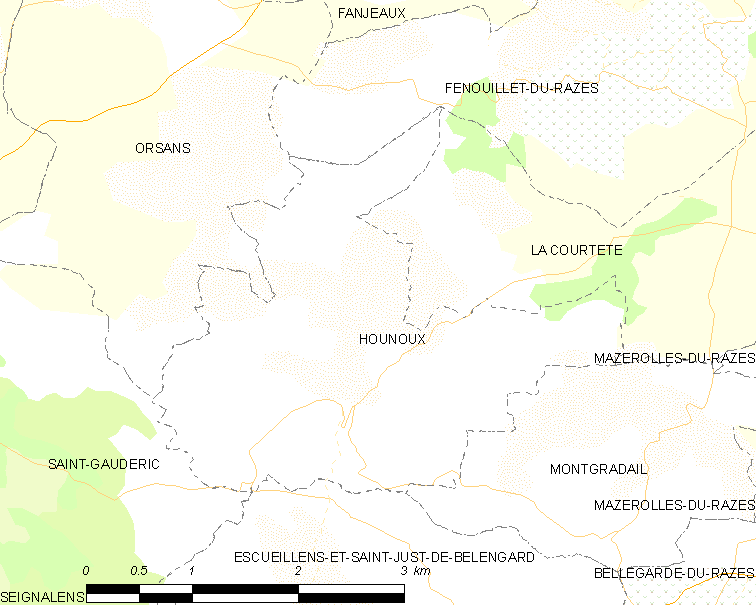
乌努的OSM定位图

乌努的时区为UTC+01:00、UTC+02:00（夏令时）。

## 行政
乌努的邮政编码为11240，INSEE市镇编码为11173。

## 政治
乌努所属的省级选区为拉皮耶日欧拉泽斯县。

## 人口

1962-2008年间乌努人口变化图示

乌努于2022年1月1日时的人口数量为133人。